# Gynoplistia (Gynoplistia) harrisi
Gynoplistia (Gynoplistia) harrisi is een tweevleugelige uit de familie steltmuggen (Limoniidae). De soort komt voor in het Australaziatisch gebied.